# Mitsubishi Silver Pigeon
Il Silver Pigeon era uno scooter prodotto in Giappone dalla Mitsubishi tra il 1946 e il 1963.

## Il contesto
Il primo modello fu il C-10 presentato nel 1946, dotato di motore monocilindrico raffreddato ad aria di 112 cm³ e insieme al Mitsubishi Mizushima costituì il contributo della Mitsubishi al boom della mobilità personale del Giappone del dopoguerra.
Nella prima versione non era provvisto di alcuna protezione aerodinamica e il propulsore forniva una potenza approssimativa di 1,5 cavalli. Le versioni successive videro la comparsa delle prime carenature, man mano ampliate, e alcune variazioni di cilindrata.
Lo scooter si dimostrò un buon successo di vendite e restò in produzione per oltre 20 anni. Durante gli anni cinquanta ottenne, per tre anni consecutivi, il premio Best in Styling della rivista Motor Cyclist. Tra il 1950 e il 1964 mantenne una quota di mercato pari al 45 % delle vendite di scooter in Giappone. Il suo concorrente principale fu il Fuji Rabbit, seguito dallo Honda Juno.
La produzione venne interrotta nel 1963 dopo che ne erano stati prodotti 463.000. Un modello di successo di questo scooter fu il C-200, introdotto nel 1960, del quale verranno venduti più di 38.000 esemplari.